# ساماتوا
ساماتوا (به سانسکریت: समत्व، همچنین با نام (samatvam یا samata) مفهوم هندویی آرامش است. ریشه آن سما (सम) به معنای برابر یا زوج است. Sāmya به معنای رعایت یکسان نسبت نوع انسان.

## شرح
شناخت خویشتن خویش تعادل را پیامد دارد و کرامت، عشق، شادی و دانش واقعی است.